# Mauro Guerrini
Mauro Guerrini (Vinci, 22 agosto 1953) è un bibliotecario italiano.

## Attività professionale
Bibliotecario della Biblioteca di San Marcello pistoiese nel 1980; quindi alla Biblioteca comunale di Montecatini Terme dal 1980 al 1981, poi Direttore della Biblioteca Leonardiana di Vinci dal 1981 al 1992; professore associato di Biblioteconomia all’Università di Udine dal 1992 al 1999 e poi all'Università di Roma La Sapienza, Scuola speciale per archivisti e bibliotecari (SSAB) dal 1999 al 2001; dal 2001 professore ordinario di Biblioteconomia all'Università di Firenze.
Presidente della Commissione nazionale AIB sui problemi della catalogazione dal 1985 al 1987. Presidente nazionale AIB dal 2005 al 2015. Presidente del Collegio dei Probiviri dal 2020. Socio d'onore dal 2021.
Dal 2007 al 2009 è stato Presidente del Comitato nazionale IFLA 2009 che ha riportato in Italia il congresso IFLA dopo 45 anni; per questo motivo il 15 maggio 2009 è stato insignito del premio "Ambasciatore della Città di Milano".
Coordinatore del Master biennale in Organizzazione e gestione degli archivi, catalogazione e metadatazione di risorse manoscritte, stampate e digitali dell’Università di Firenze dal 2003; membro del Collegio di Dottorato in Studi storici, curriculum Scienze del libro, istituzioni e archivi, dell’Università di Firenze e Siena dal 2013. Dal 2009 promuove la Lectio magistralis in Biblioteconomia all’Università di Firenze. Presidente di numerosi congressi internazionali e di seminari di studio su varie tematiche, in prevalenza catalografiche.
È membro del FAIFE e della Bibliography Section dell’IFLA, per la quale è stato componente della Cataloguing Section, della Subject Analysis and Access Section, dell’ISBD Review Group e di altri gruppi di studio.

## Campi di ricerca
Si è dedicato allo studio e approfondimento dei  principi, degli standard e dei modelli concettuali della catalogazione bibliografica con attenzione particolare alle problematiche dell'authority control e del controllo bibliografico universale, della metadatazione (la dimensione assunta dalla catalogazione in era digitale), della storia dei bibliotecari, con attenzione particolare ad Antonio Panizzi; dal 2010, inoltre, alle problematiche dell'open access e del web semantico.
Si occupa inoltre di ricerca enogastronomica, essendo un grande esperto delle tradizioni culinarie italiane.

## Attività editoriale
Nel 2009 ha fondato la rivista online open access e peer reviewed JLIS.it, (Italian Journal of Library and Information Science), rivista accademica, peer reviewed e open access dell’Università di Firenze, di cui è direttore.
Ha fatto parte del gruppo di lavoro, coordinato da Luigi Crocetti, che ha tradotto in italiano AACR2, Anglo-American cataloguing rules, second edition (Milano: Editrice Bibliografica, 1997); ha partecipato alla traduzione italiana di ICP, International Cataloguing Principles, curata dall’ICCU; è stato il coordinatore, per conto dell’ICCU, della traduzione italiana di ISBD Edizione consolidata preliminare  (2010). È responsabile scientifico del Gruppo di lavoro per la traduzione italiana e gli aggiornamenti di RDA (Resource Description and Access).
È direttore di alcune serie editoriali, tra cui  Biblioteche & bibliotecari della FUP (Firenze University Press); Pinakes de Le Lettere e ACOLIT
(Authority list di autori cattolici e opere liturgiche in italiano) per l'ABEI (Associazione dei bibliotecari ecclesiastici italiani).
È membro del comitato scientifico di numerose riviste italiane e straniere, tra cui «Cataloging & Classification Quarterly», «AIB Studi», «Biblioteche oggi», «Biblioteche oggi trends», «Bibliothecae.it», «Digitalia», «Knowledge Organization and Management in the domain of Environment and Earth Observation (KOMEEO)», «Iranian Journal of Information Processing and Management», «Annales de Documentation».
Dirige il “Bullettino storico empolese” ed è Presidente della Società storica empolese.

## Opere principali
- Mauro Guerrini, Laura Manzoni, RDA: Resource Description and Access. Nuova edizione aggiornata a giugno 2022. Associazione italiana biblioteche, 2022, ISBN 978-88-7812-359-5.
- Mauro Guerrini, Metadatazione: la catalogazione in era digitale. Milano: Editrice Bibliografica, 2022, ISBN 9788893575195.
- Mauro Guerrini, De la catalogación a la “metadatación”: huellas de un camino. Buenos Aires: Editorial Dunken, 2022, ISBN 978-987-85-2124-4.
- Mauro Guerrini, Dalla catalogazione alla metadatazione: tracce di un percorso; prefazione di Barbara B. Tillett, postfazione di Giovanni Bergamin. Seconda edizione a cura di Denise Biagiotti e Laura Manzoni, con prefazione di Peter Lor. Roma: Associazione italiana biblioteche, 2022, ISBN 978-88-7812-348-9 DOI.
- Mauro Guerrini, Dal titolo uniforme al titolo preferito: l’importanza del contesto culturale e linguistico. «JLIS.it», vol. 13, n. 3 (settembre 2022), p. 76-89, ISSN 2038-1026 (WC · ACNP).
- Mauro Guerrini, Roberto Guarasci, Cos’è l’indicizzazione. Milano: Editrice Bibliografica, 2022, ISBN 978-88-9357-468-6.
- Mauro Guerrini, Giovanni Bergamin, Carlotta Alpigiano, The bibliographic control in the digital ecosystem. Firenze: Firenze University Press, 2022. ISBN 978-88-5518-542-4 Accesso ONLINE all'editore
- Mauro Guerrini, Tiziana Stagi (a cura di), De Bibliothecariis: persone, idee, linguaggi, Firenze, Firenze University Press, 2017, ISBN 978-88-6453-560-9.
- Mauro Guerrini e Carlo Bianchini, Introduzione a RDA. Linee guida per rappresentare e scoprire le risorse, Editrice Bibliografica, 2014, ISBN 978-88-7075-780-4.
- Mauro Guerrini, Giuliano Genetasio, I Principi internazionali di catalogazione (ICP). Universo bibliografico e teoria catalografica all'inizio del XXI secolo, Milano, Editrice Bibliografica, 2012, ISBN 978-88-7075-713-2.
- Mauro Guerrini, Carlo Bianchini, Andrea Capaccioni, La biblioteca spiegata agli studenti universitari, Milano, Editrice Bibliografica, 2012, ISBN 978-88-7075-723-1.
- Elisabetta Viti (a cura di), Mauro Guerrini (direzione scientifica), Catalogo della biblioteca privata di padre Ernesto Balducci, Ospedaletto, Pisa, Regione Toscana,Pacini, 2012, ISBN 978-88-6315-434-4.
- Mauro Guerrini, Gli archivi istituzionali. Open access, valutazione della ricerca e diritto d’autore, Milano, Editrice Bibliografica, 2010, ISBN 978-88-7075-692-0.
- Mauro Guerrini (a cura di), ACOLIT: autori cattolici e opere liturgiche: una lista di autorità, Milano, Bibliografica, 1998-2010, ISBN 978-88-7075-693-7., 4 voll..
- Mauro Guerrini, Biblioteconomia. Guida classificata, 2ª ed. 2009, Milano, Editrice Bibliografica, 2007, ISBN 978-88-7075-634-0.
- Mauro Guerrini, Catalogazione (PDF), su eprints.rclis.org. URL consultato il 27 novembre 2013. in Biblioteconomia, principi e questioni, a cura di Giovanni Solimine e Paul Gabriele Weston, Roma, Carocci, 2007.
- Mauro Guerrini, Carlo Ghilli, Introduzione a FRBR: Functional requirements for bibliographic records = Requisiti funzionali per record bibliografici, Milano, Bibliografica, 2001, (Bibliografia e biblioteconomia ; 60), ISBN 88-7075-557-6
- Mauro Guerrini, Catalogazione, Roma, Associazione italiane biblioteche, 1999, ISBN 88-7812-059-6.
- Mauro Guerrini, Bibliotheca Leonardiana, 1494-1989, Milano, Editrice Bibliografica, 1990, ISBN 88-7075-258-5. Tre volumi